# نبيل السهلي
نبيل السهلي كاتب ومؤلف فلسطيني من مواليد دمشق عام 1958.

## حياته
ترعرع في مخيم اليرموك حتى عام 2012، ثم هاجر وعائلته إلى لبنان وقطن هناك حتى نهاية عام 2017، وهو مقيم حاليًا في هولندا منذ بداية عام 2018.
نبيل السهلي فلسطيني الأصل من قرية بلد الشيخ قضاء حيفا. لجأت عائلته إلى سوريا في عام 1948 درس الابتدائية والإعدادية في مدارس الاونروا في مخيم اليرموك، كما درس الثانوية العامة في ثانوية اليرموك، وحصل على شهادة بكالوريوس في الاقتصاد من جامعة دمشق عام 1985، والدبلوم في الإحصاء من المعهد العربي للإحصاء في بغداد عام 1985.

## أعماله
- فلسطينيو سوريا ولبنان، صادر عن دار كنعان عام 2001.

- فلسطين أرض وشعب صادر عن اتحاد الكتاب العرب عام 2003.

- قرية بلد الشيخ صادر عن دار الشجرة في مخيم اليرموك عام 2002.

- الاقتصاد الإسرائيلي صادر عن مركز الإمارات للدراسات والبحوث عام 1999.

- الاقتصاد الفلسطيني بعد احتلال مديد صادر عن دار مشرق مغرب في دمشق 2005.

- فلسطينيو 48 أشجار الصبار في مواجهة الاحتلال صادر عن دار الاوائل دمشق 2007.

- إسرائيل ديموغرافياً واقتصادياً حتى عام 2015 صادر عن دارالاوائل دمشق 2008.

- حقائق ومعطيات حول القضية الفلسطينية صادر عام 2009 عن دار الاوائل دمشق.

## روابط خارجية
- نبذة عن نبيل السهلي في موقع بوابة اللاجئين الفلسطينيين

- صفحة نبيل السهلي في موقع اتحاد الكتاب العرب (دمشق)